# 데니 밀러

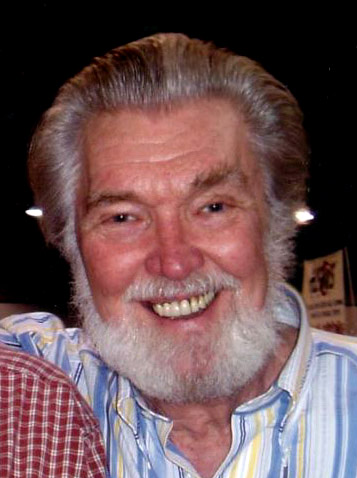

데니 밀러(Denny Miller, 1934년 4월 25일 ~ 2014년 9월 9일)는 미국의 배우, 자서전 작가, 작가, 영화배우, 텔레비전 배우이다.
블루밍턴에서 태어났으며 라스베이거스에서 사망하였다. 사인은 근위축성 측색 경화증이다.

## 영화
- 헬 투 페이 (2005년)
- 타잔: 더 레거시 오브 에드거 라이스 버로스 (1996년)
- 닥터 퀸 (1993년)
- 더 폴 가이 (1981년)
- 매그넘 P.I. (1980년)
- 달라스 (1978년)
- 바이킹의 혈투 (1978년)
- 배틀스타 갤럭티카 - 78년 시리즈 (1978년)
- 두 얼굴의 사나이 - 시리즈 (1978년)
- 미녀 삼총사 - TV 시리즈 (1976년)
- 더 아일랜드 앳 더 톱 오브 더 월드 (1974년) - 타운 가드 역
- 6백만 달러의 사나이 - TV 시리즈 (1974년)
- 명탐정 바나비 존즈 (1973년)
- 샌프란시스코 수사반 (1972년)
- 스토크 (1971년)
- 파티 (1968년)
- 길리건의 섬 (1964년)
- 유원인 타잔  (1959년)

## 같이 보기
- 버스터 크래브
- 렉스 바커
- 론 엘리